# Drache (Lokomotive)

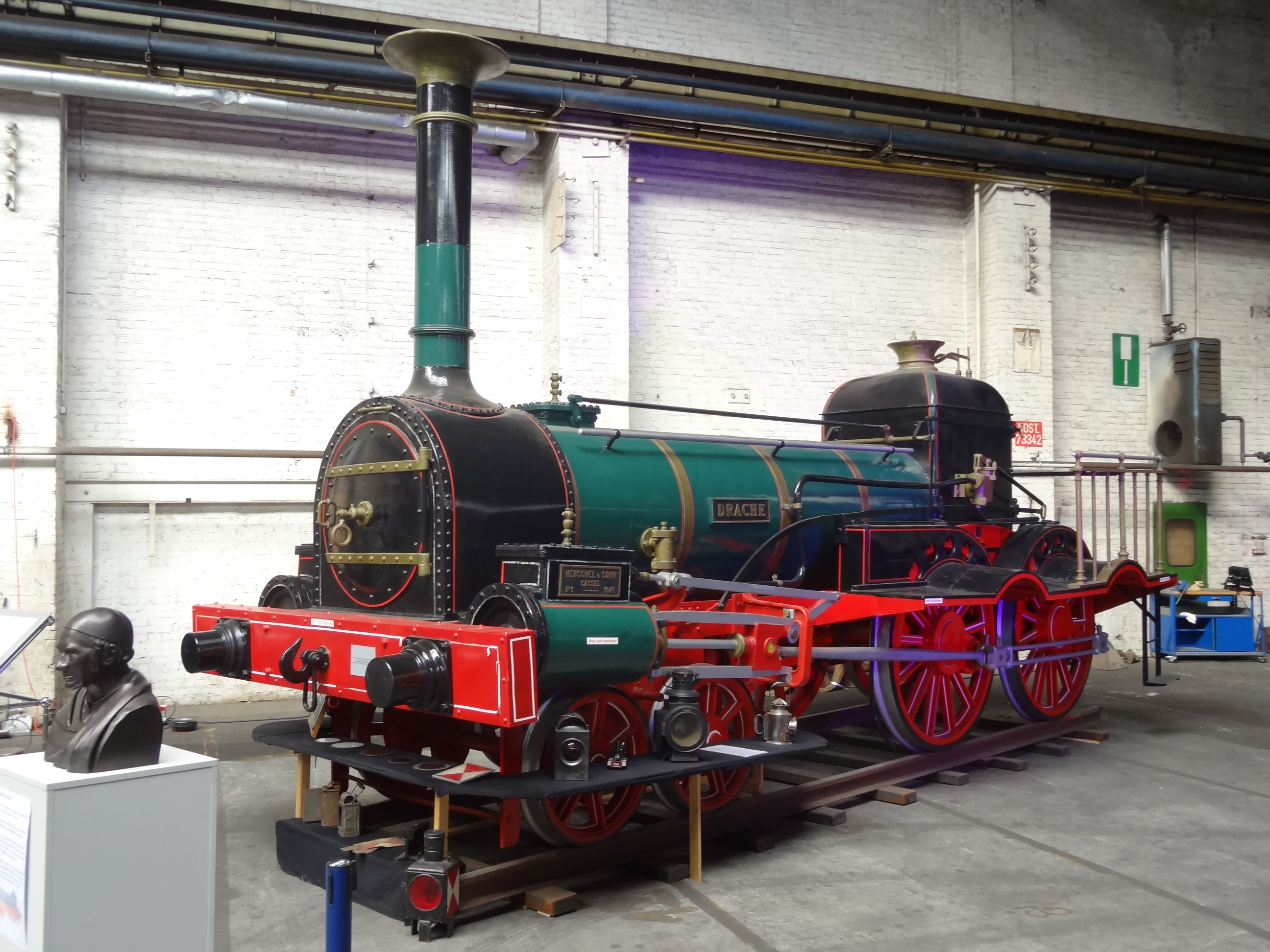
1:1-Holzmodell im Technik-Museum Kassel

Der Drache war die erste bei Henschel in Kassel gebaute Lokomotive. Sie wurde 1848 fertiggestellt.
Die Dampflokomotive der Achsfolge 2 B mit einem dreiachsigen, schon 1847 gebauten Schlepptender erhielt folglich die Fabriknummer „1“. An der Konstruktion entscheidend beteiligt war der englische Ingenieur James Brook, den Carl Anton Henschel drei Jahre zuvor eingestellt hatte.
Die Lokomotive wurde vom 11-jährigen Enkel Oscar des Firmenchefs Carl Anton Henschel auf den Namen Drache getauft. Der Straßentransport vom damaligen Sitz der Henschel-Fabrik zum Bahnhof erfolgte auf einem extra dafür konstruierten zweiachsigen Transportfahrzeug mit sehr breiten Rädern. Etwa 80 Pferde sollen vorgespannt gewesen sein und der Transport nahm acht Tage in Anspruch. Sie wurde am 29. Juli 1848 an die kurhessische Friedrich-Wilhelms-Nordbahn-Gesellschaft geliefert. Der Preis: 15 686 Taler.
Der Drache zog am 18. August 1848 den Eröffnungszug für den Streckenabschnitt zwischen Kassel und Grebenstein der Bahnstrecke Kassel–Warburg. Die Lokomotive war die erste von insgesamt vier baugleichen Lokomotiven. Die anderen erhielten die Namen Pfeil, Hassia und Cassel. Mit einer Leistung von etwa 250 PS war sie anderen Lokomotiven dieser Zeit überlegen.
Der Drache wurde nach 20-jähriger Betriebszeit 1868 ausgemustert.
Ein 1:1-Holzmodell der Lokomotive Drache steht im Technik-Museum Kassel.